# Maxime Guyon
Pour les articles homonymes, voir Guyon.
Maxime Guyon, né le 7 mai 1989 à Laval en Mayenne, est un jockey français, triple lauréat de la Cravache d'or (2019, 2022, 2023).

## Carrière
Maxime Guyon fait ses armes au sein de l'AFASEC à l'école du Moulin à vent de Gouvieux, avant de se mettre au service de l'entraîneur André Fabre en tant qu'apprenti en 2003. Il fait ses premiers pas en compétition en 2005 et obtient sa première victoire le 15 août 2005 à l'hippodrome de Chinon, puis passe professionnel en 2008, remporte un an plus tard son premier groupe 1 (le Grand Prix de Paris avec Cavalryman) et deux ans plus tard ses galons de jockey classique avec son partenaire Lope de Vega. 
Fin 2011, Maxime Guyon, avec ses 156 victoires, manque de peu la cravache d'or finalement remporté par Christophe Soumillon, avec 162 victoires. Il poursuit son ascension avec de nombreux groupes 1 pour André Fabre et une deuxième place dans le Prix de l'Arc de Triomphe 2014 sur le dos de Flintshire. Le 2 novembre 2014, il signe un contrat de première monte en faveur de l'écurie Wertheimer et succède ainsi à Olivier Peslier. En octobre 2017, il franchit le cap des 1 500 victoires. En 2019, il remporte sa première Cravache d'or, récompensant le jockey ayant remporté le plus de victoires en France au cours de l'année, après six Cravaches d'argent et quatre Cravaches de bronze. Il franchit le cap des 2 000 victoires en 2020.

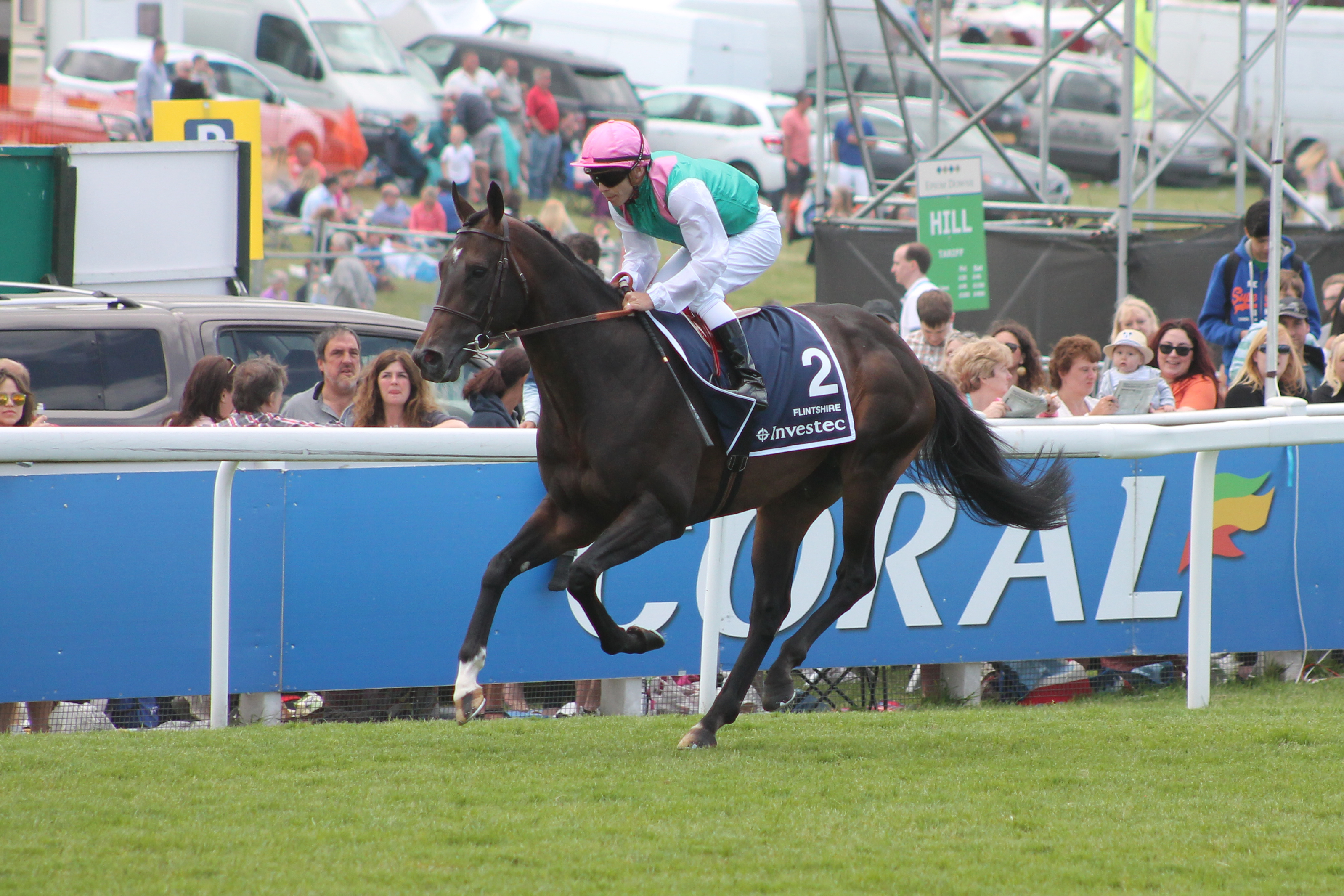
Maxime Guyon en selle sur Flintshire, au départ de la Coronation Cup 2015

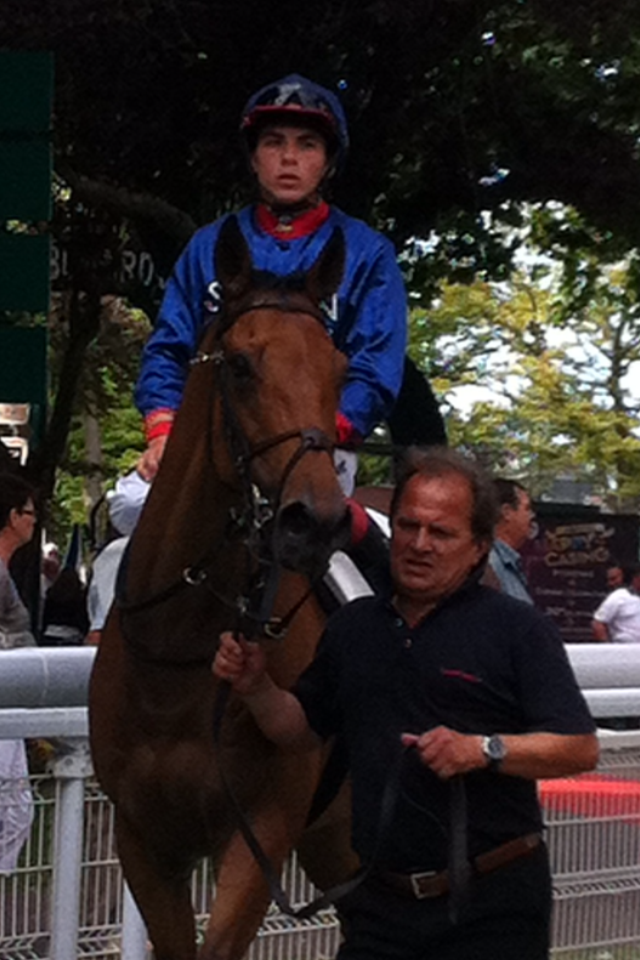
Maxime Guyon à Deauville, en 2012

## Palmarès (groupe 1uniquement)
France
- Prix du Jockey Club – 1 – Lope de Vega (2010)
- Prix de Diane – 1 – Golden Lilac (2011)
- Poule d'Essai des Poulains – 1 – Lope de Vega (2010)
- Poule d'Essai des Pouliches – 2 – Dream and Do (2020), Rouhiya  (2024)
- Grand Prix de Paris – 4 – Cavalryman (2009), Meandre (2011), Flintshire (2013),  Sosie (2024)
- Prix Royal-Oak – 3 – Be Fabulous (2011), Double Major (2023, 2024)
- Grand Prix de Saint-Cloud – 2 – Méandre (2012), Silverwave (2016)
- Critérium de Saint-Cloud – 2 – Mandaean (2011), Morandi (2012)
- Prix d'Ispahan – 2 – Golden Lilac (2012), Solow (2015)
- Prix Jean Prat – 2 – Mutual Trust (2011), Aesop's Fables (2012)
- Prix Jean Romanet – 2 – Announce (2011), Romantica (2013)
- Prix Vermeille – 2 – Baltic Baroness (2014), Left Hand (2016)
- Prix de l'Opéra – 2 – Shalanaya (2009), Rougir (2021)
- Prix Ganay – 2 – Cutlass Bay (2010), Sosie (2025)
- Prix Saint-Alary – 1 – Queen's Jewel (2015)
- Prix Maurice de Gheest – 1 – Polydream (2018)
- Prix de la Forêt – 1 – Kelina (2023)

 Royaume-Uni
- 1000 Guinées – 1 – Miss France (2014)
- Prince of Wales's Stakes – 1 – Byword (2010)
- Queen Anne Stakes – 1 – Solow (2015)
- Sussex Stakes – 1 – Solow (2015)
- Queen Elizabeth II Stakes – 1 – Solow (2015)

 Allemagne
- Grosser Preis von Berlin – 1 – Méandre (2012)

 Italie
- Premio Vittorio di Capua – 1 – Shamalgan (2013)

 Hong Kong
- Hong Kong Vase – 2 – Flintshire (2014), Junko (2023)
- Hong Kong Classic Cup – 1 – Ambitious Dragon (2011)
- Hong Kong Derby – 1 – Ambitious Dragon (2011)

 Dubaï
- Dubaï Turf – 2 – Solow (2015), Facteur Cheval (2024)